# Courtney Hicks Hodges

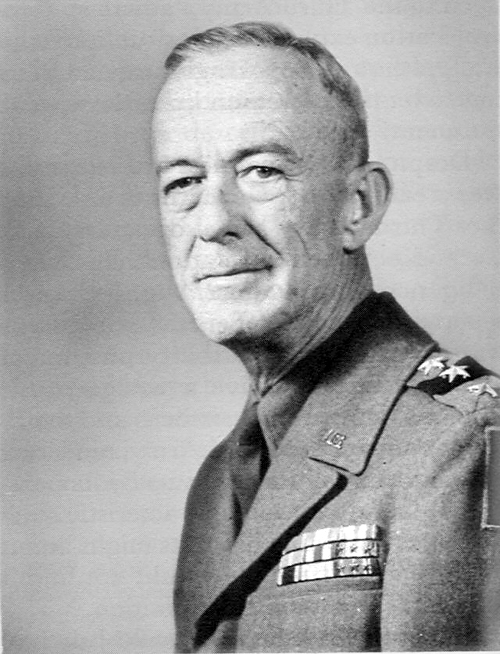
Courtney H. Hodges als Generalleutnant

Courtney Hicks Hodges (* 5. Januar 1887 in Perry, Houston County, Georgia; † 16. Januar 1966 in San Antonio, Texas) war ein US-amerikanischer General im Zweiten Weltkrieg.
Courtney H. Hodges war vom 1. August 1944 bis zu seiner Zurruhesetzung 1949 Oberbefehlshaber der 1. US-Armee, welche wesentlichen Anteil an der Befreiung Westeuropas hatte. Dieser Verband befreite Paris und war später die erste Einheit der westlichen Alliierten, die die Grenze des Deutschen Reiches (Schlacht um Aachen) überschritt, über den Rhein ging (Einnahme der Ludendorff-Brücke bei Remagen) und an der Elbe mit Angehörigen der Roten Armee zusammentraf. „Sie machten dabei mehr Gefangene ... [und] begruben mehr tote Amerikaner im Kielwasser ihres langen Vormarsches als jede andere amerikanische Armee“ (Bradley: A Soldier's Story. New York, 1951).
Hodges war während vieler Jahre seiner militärischen Karriere für die Ausbildung der amerikanischen Infanteriesoldaten verantwortlich gewesen und führte sie jetzt im Einsatz. Er war der letzte von 13 US-Generalen, die während des Zweiten Weltkriegs zum 4-Sterne-General (Full General) befördert wurden.

## Leben

### Erstes Scheitern und Neubeginn
Courtney Hodges wurde in 1887 in Perry, einer kleinen Stadt in Georgia, ungefähr 70 Meilen östlich von Fort Benning, als Sohn des Zeitungsverlegers (Houston Home Journal), John Hicks Hodges (1851–1926) und seiner Frau Katherine Norwood geboren. Sein Großvater, James Hicks Hodges, war ein Veteran der Südstaatenarmee gewesen. Die Hodges hatten zehn Kinder, von denen acht das Erwachsenenalter erreichten.
Nachdem Courtney die örtlichen Schulen und das North Georgia Agricultural College besucht hatte, trat er im Alter von 17 Jahren im Juni 1904 in die Militärakademie West Point ein. Da er im Fach Mathematik nicht den Ansprüchen genügte, wurde er – wie auch sein Klassenkamerad George S. Patton – nach einem Jahr als ungeeignet für den Offiziersberuf wieder entlassen. Nachdem er ein Jahr lang in Perry in einer Lebensmittelhandlung gearbeitet hatte, trat er am 5. November 1906 als Gefreiter in das 17. Infanterieregiment in Fort McPherson, Georgia, ein und erhielt drei Jahre später in Fort Leavenworth sein Offizierspatent als Second Lieutenant (13. November 1909). In den nächsten Jahren diente er auf den Philippinen und nahm als First Lieutenant 1916/17 an General John J. Pershings Strafexpedition gegen Pancho Villa teil.

### Erster Weltkrieg
Nach dem Eintritt der USA in den Ersten Weltkrieg wurde Hodges als Bataillonskommandeur im 6. Infanterieregiment (5. Division) nach Frankreich kommandiert. Hier zeichnete er sich bei St. Mihiel und bei der Maas-Argonnen-Offensive als Führer eines Trupps zur Erkundung einer geeigneten Übergangsstelle über die Maas so sehr aus, dass er – neben dem Silver Star und dem französischen Croix de guerre – 1919, mit vorübergehendem Dienstgrad Oberstleutnant, das Distinguished Service Cross erhielt.

### Zwischenkriegszeit
Nach dem Ende des Ersten Weltkriegs blieb er 1919 bei der amerikanischen Besatzungsarmee in Deutschland und wurde nach seiner Rückkehr in die Vereinigten Staaten in den Dienstgrad Major zurückgestuft. Seine Fähigkeiten als Infanterieführer, -taktiker und Ausbilder führten in den folgenden Jahren zu entsprechenden Verwendungen als Lehrer und Ausbilder: 1920 bis 1924 Taktiklehrer an der Militärakademie West Point – der Schule, die ihn ca. 14 Jahre zuvor als Schüler 'aussortiert' hatte – er war der erste Lehrer, der kein West-Point-Absolvent war; 1925/26 und 1929 bis 1933 an der Infanterieschule in Fort Benning, deren Kommandeur er 1940 werden sollte.
1924/25 studierte er an der Generalstabsschule (Command and General Staff School) in Fort Leavenworth, Kansas, und besuchte von 1926 bis 1929 die Air Corps Tactical School in Langley Field, Virginia, an der er selbst zeitweise auch Infanterietaktik lehrte. Durch seine Tätigkeit dort lernte er die enorme Bedeutung koordinierter Infanterie- und Artillerieoperationen mit Luftunterstützung im sog. „Gefecht der verbundenen Waffen“ kennen. Da es nach dem Ersten Weltkrieg in der US-Armee einen Überhang an Offizieren und einen dadurch verursachten Beförderungsstau gab, wurde Hodges erst 1934, nach dem Besuch des Army War College in Washington, D.C. (1933/34), – diesmal endgültig – zum Oberstleutnant befördert.
Unterbrochen wurde seine Lehrtätigkeit als Infanterietaktiker durch mehrere Truppenverwendungen als Stabsoffizier und Kommandeur: 1934–1936 beim 7. Infanterieregiment in den Vancouver Barracks, Washington, D.C., 1936–1938 Stabsoffizier auf den Philippinen und 1938 bis 1940 Oberst und Kommandeur des 7. Infanterieregiments.
1938 war er stellvertretender Kommandeur und vom 7. Oktober 1940 bis zum 3. März 1941 im Rang eines Brigadegenerals (1. April 1940) Kommandeur der Infanterieschule in Fort Benning, Georgia. Während dieser Zeit war er für die Ausbildung tausender US-Infanteriesoldaten verantwortlich. Vom 30. Mai 1941 bis zum 9. März 1942 war er als Generalmajor (31. Mai 1941) Chief of Infantry im Kriegsministerium in Washington, D.C. In dieser Funktion war er vor allem mit der Weiterentwicklung der amerikanischen Infanteriedoktrin, die teilweise noch auf dem Stand von 1914/18 war, und der Einführung neuer Waffen und Ausrüstungsgegenstände, wie der Bazooka, dem Jeep und einem neuen Stahlhelm, befasst. Nach einem Jahr wurde Hodges dann Kommandeur des neuaufgestellten Replacement and School Command in Birmingham, Alabama und bei der Aufstellung des X. Armeekorps' am 12. Mai 1942 in San Antonio, Texas, wurde er dessen Kommandierender General. Am 16. Februar 1943 übernahm er, zum Generalleutnant befördert, als Oberbefehlshaber die 3. US-Armee und das Southern Defense Command in Fort Sam Houston, Texas, von seinem Vorgänger Walter Krueger. Sein Nachfolger auf diesem Dienstposten wurde am 26. Januar 1944 George Patton.

### Oberbefehlshaber der 1. Armee im Zweiten Weltkrieg
Im Frühjahr 1944 wurde Hodges Stellvertreter und designierter Nachfolger Omar N. Bradleys im Oberkommando der 1. Armee, die sich in England auf die Invasion des französischen Festlands vorbereitete. Nach der erfolgreichen Landung in der Normandie im Juni 1944 übernahm Hodges am 1. August von Bradley, der im Rahmen der Umstrukturierung der Armee jetzt die 12. Armeegruppe führte, den Posten des Oberbefehlshabers der 1. Armee.
Mit dieser Armee war Hodges an der Befreiung von Paris beteiligt, marschierte mit ihr durch Luxemburg und Südbelgien, durchbrach als erster die Siegfried-Linie und nahm im Oktober 44 Aachen ein. Nachdem die Amerikaner im Dezember 1944 durch die deutsche Ardennenoffensive überrascht worden waren, die sie zunächst unterschätzt hatten und deren Hauptlast auf Hodges 1. Armee fiel, wollte ihn – wie auch mehrere andere amerikanische Kommandeure – der britische Feldmarschall Bernard Montgomery, dessen operativer Kontrolle die zu Bradleys 12. Armeegruppe gehörende 1. Armee unterstellt war, von seinem Kommando ablösen, da er Hodges für erschöpft und abgekämpft hielt. Aber Bradley und Eisenhower setzen sich für ihn ein und er blieb auf seinem Posten. Hodges Soldaten überquerten am 7. März 1945 die Rheinbrücke in Remagen und am 21. April war die 1. Armee an der Einkesselung von 21 Divisionen der deutschen Heeresgruppe B unter Generalfeldmarschall Model im Ruhrgebiet beteiligt (→ Ruhrkessel). Am 25. April 1945 vereinigten sich die Speerspitzen der 1. Armee bei Torgau an der Elbe mit der Roten Armee.

### Nach der deutschen Kapitulation
Hodges wurde am 15. April 1945 als letzter US-General während des Zweiten Weltkriegs zum Vier-Sterne-General befördert und erhielt wenige Tage vor der deutschen Kapitulation den Auftrag, sein Hauptquartier auf die Philippinen zu verlegen, um an der Invasion des japanischen Festlands (→ Operation Coronet) teilzunehmen. Da dieser Plan nach den Atombombenabwürfen auf Hiroshima und Nagasaki und der japanischen Kapitulation, deren Zeuge Hodges am 2. September 1945 an Bord der Missouri war, nicht mehr zur Ausführung kam, wurde die 1. Armee in die Vereinigten Staaten zurückverlegt. Hodges blieb bis zu seiner Versetzung in den Ruhestand am 31. Januar 1949 Oberbefehlshaber (Commanding General) der 1. Armee, bis 1946 zunächst in Fort Bragg, North Carolina, dann auf der südlich von Manhattan gelegenen Insel Governors Island, New York.
Courtney H. Hodges verbrachte seinen Ruhestand in San Antonio, Texas, wo er am 16. Januar 1966 im Brooke General Hospital starb. Er hinterließ außer seiner Witwe, Mildred Lee Hodges, zwei Brüder und fünf Schwestern. Seine privaten Papiere befinden sich seit 1970 in der Dwight-D.-Eisenhower-Library in Abilene, Kansas.

### Familie
Courtney Hodges war seit 1928 mit Mildred Lee Buchner (1895–1991) verheiratet. Die Ehe blieb kinderlos.

## Trivia
- Im März/April 1945 errichteten Pioniere der 1. US-Armee bei Stromkilometer 647,7 – zwischen Bonn-Bad Godesberg und Niederdollendorf – auf Flusskähnen eine behelfsmäßige Pontonbrücke über den Rhein, die den Namen „Hodges-Brücke“ trug. Die Hodges-Brücke musste im November/Dezember 1945 wieder abgebrochen werden, da sie den Schiffsverkehr behinderte.
- Am 4. Mai 1970 wurde das 1904 errichtete Gebäude 65 im historischen Teil von Fort McPherson, das seit 1968 als Stabsgebäude des Standortkommandanten dient, zu seinen Ehren „Hodges Hall“ benannt.

## Auszeichnungen
Auswahl der Dekorationen, sortiert in Anlehnung der Order of Precedence of Military Awards:
- Distinguished Service Cross (3 ×)
- Army Distinguished Service Medal (3 ×)
- Silver Star
- Bronze Star

### Über Hodges
Monografien:
- Stephan T. Wishnevsky: Courtney Hicks Hodges : from private to four-star general in the United States Army. – Jefferson, N.C.: McFarland & Co., 2006, ISBN 0-7864-2434-6.

Artikel in Nachschlagewerken:
- Mark Boatner: The Biographical Dictionary of World War II. – Novato, CA: Presidio, 1996. S. 230–231. – ISBN 0-89141-548-3
- Trevor N. Depuy et al.: The Harper Encyclopedia of Military Biography. – New York: Harper Collins, 1992. S. 340–341. – ISBN 0-7858-0437-4
- Lloyd J. Graybar: Hodges, Courtney Hicks. In: American National Biography Online, Feb. 2000. (Access Date: Tue Aug 16 2005 13:31:27 GMT+0200)

Artikel in Zeitschriften
- Gladwin Hill: For Hodges History Repeats. In: New York Times Magazine, 25. März 1945, S. 834–35
- G. Patrick Murray: Courtney Hodges: Modest Star of World War II. In: American History Illustrated, 7. Januar 1973, S. 12–25

### Über die 1. Armee
Courtney Hodges wird in jedem Buch über den Bodenkrieg in Westeuropa während des Zweiten Weltkriegs erwähnt. Einen guten Überblick geben:
- Charles B. MacDonald: The Mighty Endeavor: American Armed Forces in the European Theater in World War II. – New York: Oxford University Press, 1969 (reprint: Da Capo Press, 1992. – ISBN 0-306-80486-7)
- Russell F. Weigley: Eisenhower's Lieutenants: The Campaign of France and Germany 1944-1945. – Bloomington, IN: Indiana University Press, 1981 (reprint 1990. – ISBN 0-253-20608-1)
- David W. Hogan Jr.: A Command Post at War: First Army Headquarters in Europe, 1943-1945. – Washington, D.C: U.S. Army Center of Military History, 2000. – ISBN 0-16-061328-0

Kriegstagebuch
- William C. Sylvan und Francis G. Smith Jr.: Normandy to Victory: The War Diary of General Courtney H. Hodges and the First U.S. Army. – University Press of Kentucky, 2008 (herausgegeben von John T. Greenwood), Hodges’ Kriegstagebuch, geführt von seinen Ordonnanzoffizieren